# Bandera de Bedfordshire
La bandera de Bedfordshire es la bandera del condado inglés de Bedfordshire. Está basada en el estandarte de las armas del anterior Consejo del Condado de Bedfordshire, las cuales se las concedió el Colegio de Armas en 1951. Este diseño fue adoptado como bandera de este condado histórico en septiembre de 2014, con el apoyo del Alto Sheriff del Condado.
Cuándo está al vuelo, la esquina superior más cercana al asta debe ser de oro.

## Historia

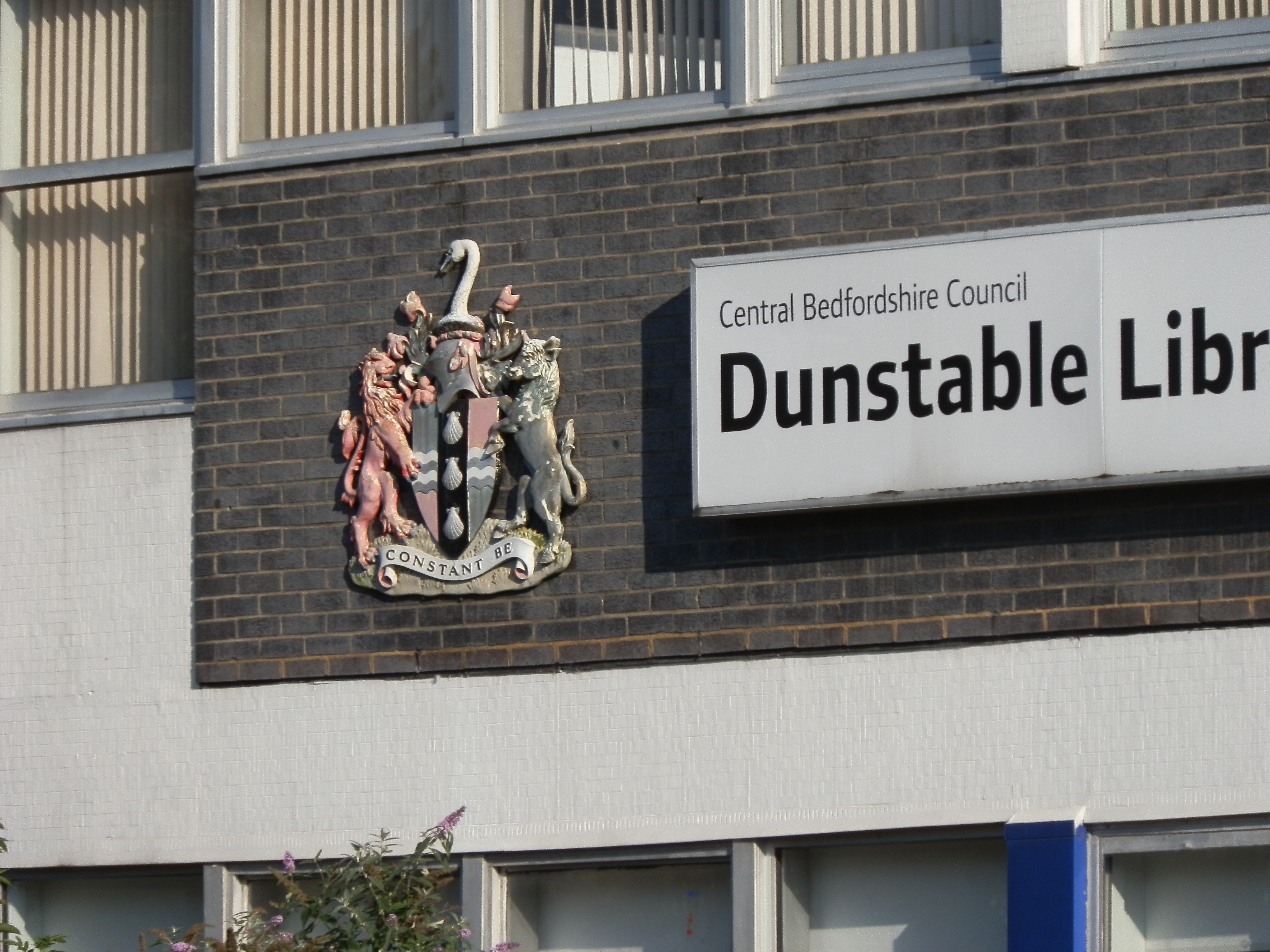
Imagen del escudo de armas del Consejo del Condado de Bedfordshire en las paredes de la biblioteca de Dunstable

El escudo de armas del Consejo del Condado de Bedfordshire fue creado en 1951 en las celebraciones del Festival de Gran Bretaña. El escudo de armas se convirtió en el símbolo del condado, y se puso en muchos edificios públicos y carteles. El consejo utilizó el estandarte de armas como bandera hasta que fue abolido el 2009.
En el 2014, la Sociedad de Amigos de Bedfordshire empezó una campaña exitosa para que una versión ligeramente modificada del anterior estandarte de armas del consejo fuera registrado en el Instituto de la Bandera como la bandera del condado. El ligero cambio fue trasponer las líneas onduladas azules y blancas en el lado izquierdo del estandarte, evitando que el azul tocara el rojo, y que el blanco tocara el amarillo en la nueva bandera, así respetando la regla de contrariedad de los esmaltes. el diseño adoptado también posee un tono de azul más claro que en el estandarte de armas, con el fin de que contrastara mejor con otras partes del diseño.
La campaña para que se registrara el diseño de la bandera fue apoyado por el Alto Sheriff del Condado.

## Diseño
El diseño de la bandera es una composición de varios símbolos significativos al condado. En términos heráldicos, el diseño es Cuartelado Oro y Gules una Faja ondulada barrada de cuatro Argente y Azur surmontada por un Palo Sable cargado con tres Veneras.
Los cuarteles amarillos y rojos (Cuartelado Oro y Gules) son extraídos de las armas de la familia de Beauchamp, familia muy poderosa tras la conquista Normanda de Inglaterra, y constructores del Castillo de Bedford. Las líneas onduladas azules y blancas (una Faja ondulada barrada de cuatro Argente y Azur) son simbólicas del Río Gran Ouse, que fluye a través del condado, incluyendo la ciudad condal de Bedford. Las tres conchas (o veneras) colocadas verticalmente sobre un fondo negro (un Palo Sable cargado con tres Veneras) son extraídas del escudo de armas de los Duques de Bedford.

## Colores
Los colores Pantone para la bandera son:
- Amarillo 109
- Rojo 485
- Azul 300
- Blanco
- Negro